# イェジ・ヴィルヘルム (レグニツァ公)
イェジ・ヴィルヘルムまたはゲオルク・ヴィルヘルム（独：Georg Wilhelm von Liegnitz；波：Jerzy Wilhelm Legnicki、1660年9月29日 - 1675年11月21日）は、レグニツァ公国及びブジェク公国の統治者（在位：1672年 - 1675年）。レグニツァ＝ブジェク＝ヴォウフ＝オワヴァ公フリスティアンの長男で、母はアンハルト＝デッサウ侯ヨハン・カジミールの娘ルイーゼ。

## 生涯
父フリスティアンはポーランド王ヤン2世カジミェシュに子供が出来ないことを知ると、ポーランドの次期国王に立候補しようと考えた。保守的なポーランド貴族達の好意や支持を得て国王選挙に勝利するため、フリスティアンは当初、生まれたばかりの自分の息子に、「ミェシュコ」や「ボレスワフ」といった古いピャスト王家の先祖の名前をつけようとした。ところが公国内のカルヴァン主義者達はこれに反対し、公爵のそのような発想はポーランドから異教主義を持ち込むだけだと主張して思いとどまらせた。しかしフリスティアンは息子にポーランド語を教え、ポーランド人の服を着せて育てた。
1663年と1664年に父方の伯父であるブジェク公イェジ3世とレグニツァ公ルドヴィク4世が相次いで死ぬと、イェジ・ヴィルヘルムは父が受け継いだ広大なレグニツァ＝ブジェク公国の唯1人の相続人になった。このため、イェジ・ヴィルヘルムは幼い頃から大事に育てられ、優れた教育を受けた。しつけは宮内長官フリードリヒ・フォン・ボーメンと侍医エンリケ・マルティーニが担当した。幼い頃からの英才教育のおかげでイェジ・ヴィルヘルムはドイツ語、フランス語、ラテン語に関してきわめて造詣が深かったが、話せる言葉はイタリア語、スペイン語、ポーランド語だけだった。また神学や哲学、修辞学も学んでいる。
1672年に父が死ぬと、12歳のイェジ・ヴィルヘルムがレグニツァ＝ブジェク公の地位を継承した。彼が未成年の間は母親の公爵未亡人ルイーゼが摂政を務めた（ルイーゼは寡婦領として得ていたヴォウフ＝オワヴァの女公爵でもあった）。まもなく、ルイーゼは息子を学業のためにフランクフルトに留学させた。摂政政治は、ルイーゼがおおっぴらにカトリックを信仰していたため、公国内のプロテスタント達の怒りを買った。公爵の姉カロリーナが、シュレースヴィヒ＝ホルシュタイン＝ゾンダーブルク＝ヴィーゼンブルク公フリードリヒと結婚してカトリックに改宗したことは、公国内で大きなスキャンダルとして取り上げられた。
1675年3月14日、イェジ・ヴィルヘルムは公国で親政を開始することを宣言した。1ヵ月後、イェジ・ヴィルヘルムは神聖ローマ皇帝レオポルト1世に正式に臣従の礼をとるため、ウィーン宮廷を訪問した。イェジ・ヴィルヘルムの親政が始まってまもなく、母ルイーゼは寡婦領ヴォウフを息子に返還する予定になっていた。ところが、若きイェジ・ヴィルヘルムによる治世に寄せられていた多大な期待は、彼が1675年11月21日に急死したことで断ち切られた。死因は狩りの後に熱を出したことで、これは天然痘の初期症状だった。イェジ・ヴィルヘルムはレグニツァにある聖ヤン教会にある父の棺の隣に埋葬された。
マゾフシェ公国は1526年に統治者の家系を絶やしており、1653年にはチェシン公国（テッシェン）も同じ運命をたどっていた。このため、イェジ・ヴィルヘルムは700年以上にわたって続いたピャスト家出身の最後の統治者となった。彼の死によってレグニツァ＝ブジェク公国は、オーストリアを頂点とするハプスブルク君主国が支配していた神聖ローマ帝国領に併合された。これはイェジ・ヴィルヘルムの庶出の叔父であるアウグスト・レグニツキ伯爵の公国継承要求を無視して断行された。公爵の母親ルイーゼはヴォウフとオワヴァを領有していたが、1680年に彼女が死ぬと、これらの領地も神聖ローマ帝国領に組み入れられた。イェジ・ヴィルヘルムの兄弟で唯1人生存していた姉カロリナは1707年に死んだ。
シロンスクの諸公達の家系は、ピャスト家の分枝として17世紀以後はシロンスク・ピャスト家と呼ばれていた。イェジ・ヴィルヘルムが15歳で死ぬと、母ルイーゼはレグニツァに息子のための霊廟を建立した。霊廟の礎石には、彼がシロンスク・ピャスト家の一員だったことが刻まれている。「ピャスト朝」という言葉は、ポーランドの歴史家アダム・ナルシェヴィチが、1779年に著書『ポーランドの歴史』において初めて使ったものである。